# Michał Wolski

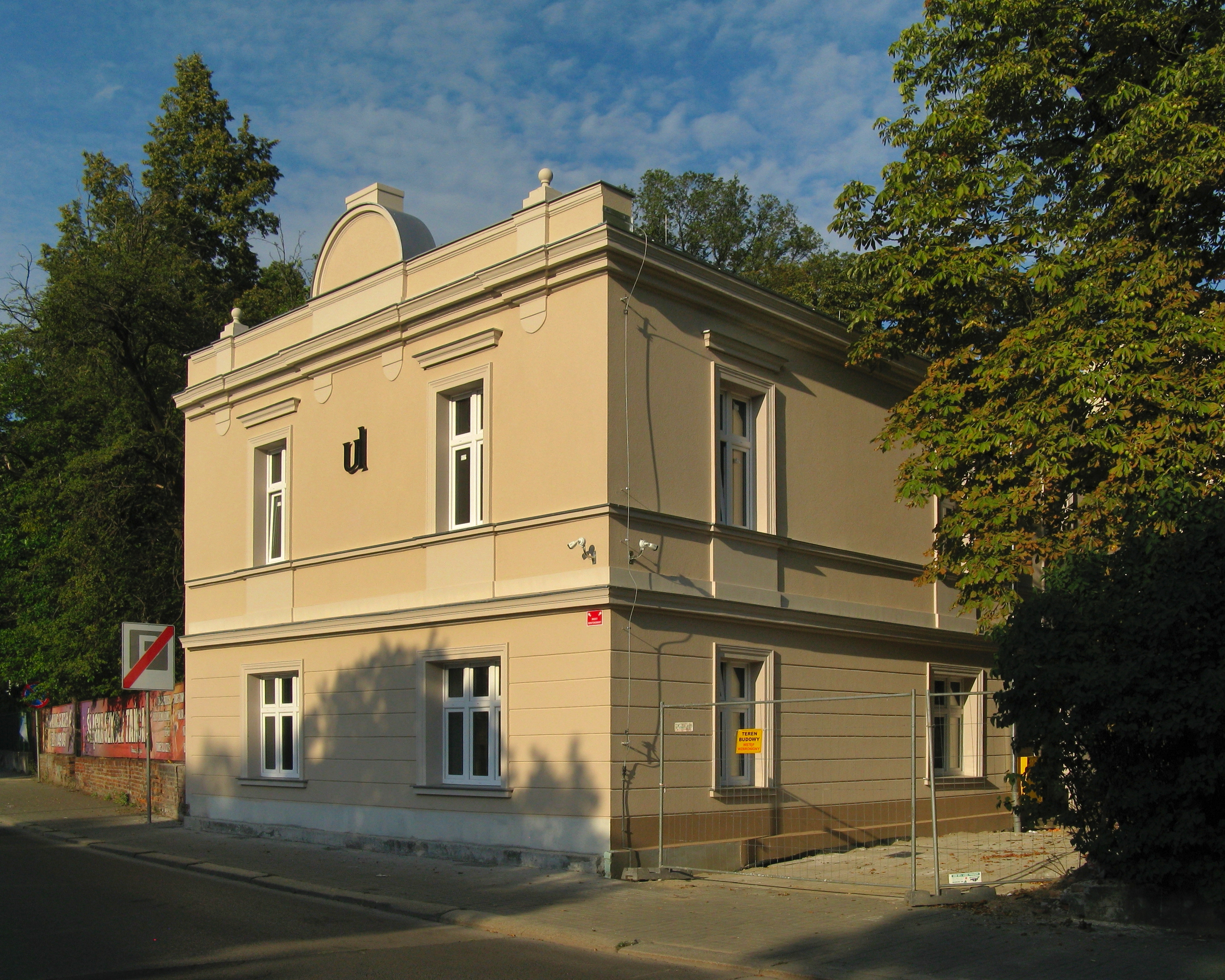
Dom Polski „Ul” (2020)

Michał Wolski (ur. 27 września 1860 w Małych Wiciach k. Złotego Potoku, pow. częstochowski, zm. 26 grudnia 1922 w Katowicach) – polski działacz narodowy i plebiscytowy, aptekarz, farmaceuta.

## Życiorys
Pochodził z rodziny ziemiańskiej. Ojciec Ignacy Wolski, właściciel majątku Wawer na Ukrainie, musiał opuścić granice zaboru rosyjskiego za udział w powstaniu styczniowym, a jego rozległe wioski zostały skonfiskowane, on zaś wraz z rodziną zamieszkał w Chełmie.
W Chełmie Michał Wolski uczęszczał do szkoły powszechnej i gimnazjum, potem studiował farmację na Uniwersytecie Lipskim uzyskując w 1886 r. tytuł aprobowanego (dyplomowanego) aptekarza. Przez szereg lat prowadził aptekę w Berlinie. Wtedy zbliżył się do kół polonii berlińskiej i poznał Wojciecha Korfantego.
W 1906 r. zamieszkał na Rozbarku a później w Bytomiu. Nie uzyskał wymaganych zezwoleń dotyczących uzyskania koncesji na prowadzenie apteki, nabył i otworzył drogerię, która mieściła się przy dzisiejszej ulicy Rynek 9/10. Po kilku latach otwarł drugą placówkę w sąsiednim Zabrzu. Był współzałożycielem i głównym akcjonariuszem katowickiej firmy „Concordia” i hurtowni drogeryjnej, które miały uniezależnić polskich aptekarzy i drogistów od niemieckich dostaw. Czerpane stąd dochody w całości przeznaczał na cele społeczne. Dzięki jego staraniom powstały bytomskie oddziały Towarzystwa Kasyno („Casino”), Polskiego Związek Drogistów i Towarzystwa Przemysłowców i Handlowców Polskich.
W 1907 r. został prezesem bytomskiego oddziału Towarzystwa Gimnastycznego „Sokół” (później ufundował jego sztandar), od 1914 r. zarządzał całym Okręgiem Śląskim Towarzystwa.
W 1909 r. został prezesem Towarzystwa Śpiewu „Jedność”, w 1910 r. zainicjował powołanie Związku Śląskich Kół Śpiewaczych (w 1920 r. związek ten zrzeszał 301 chórów). Był organizatorem wyjazdu górnośląskich śpiewaków na Zlot Grunwaldzki podczas obchodów pięćsetlecia bitwy, wyjazd miała uniemożliwić jednak policja pruska. 
Dla potrzeb polskich towarzystw w Bytomiu i Rozbarku zakupił dom z ogrodem przy ówczesnej Klukowitzerstraße 9, gdzie powstał Dom Polski „Ul”.

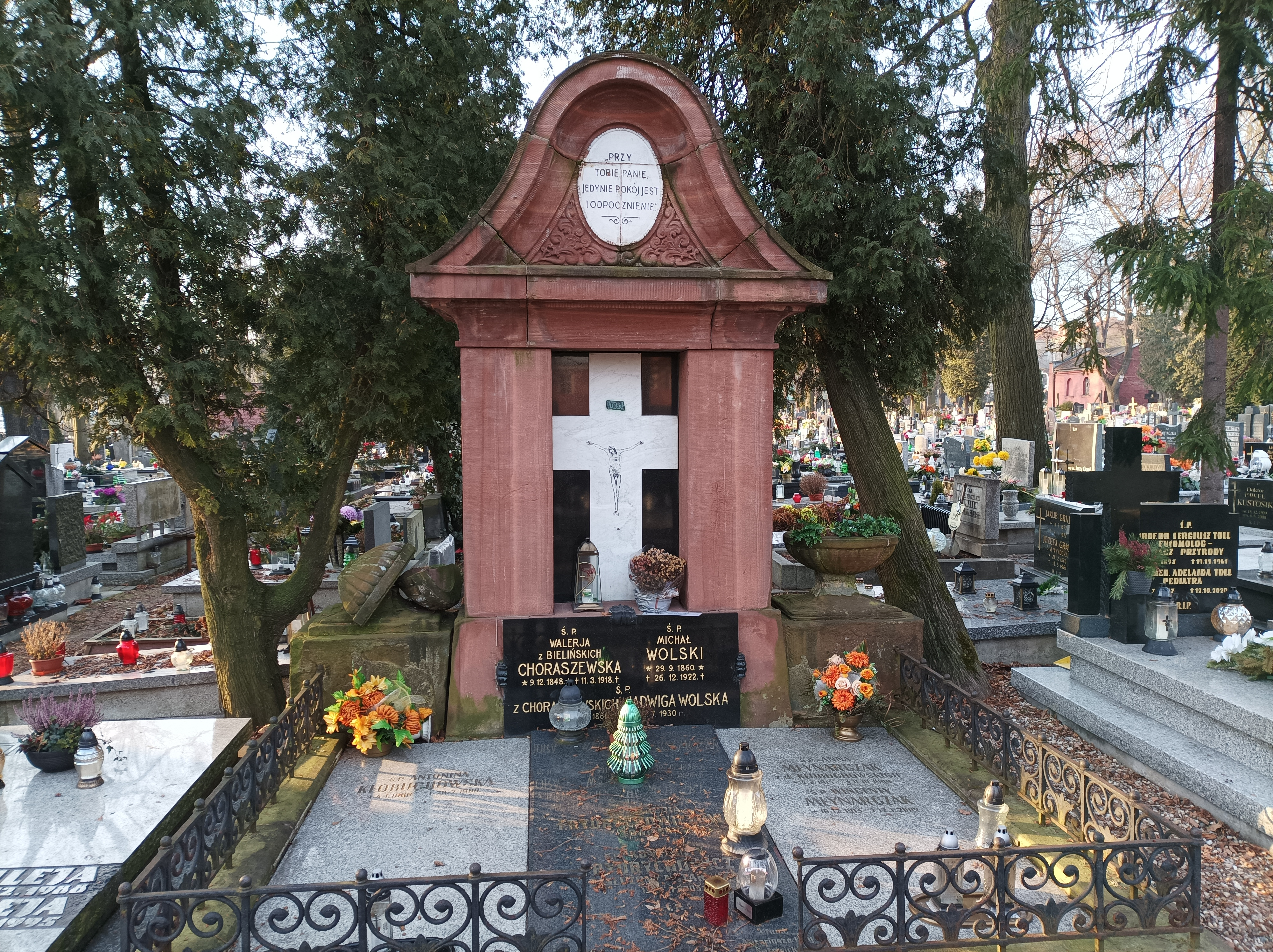
Grób Michała Wolskiego na cmentarzu przy ul. Francuskiej w Katowicach

Dnia 14 listopada 1918 r. podczas wiecu działaczy mniejszości polskiej na Górnym Śląsku wygłosił przemówienie wzywające rodaków do poparcia wszelkich działań na rzecz przyłączenia Górnego Śląska do Polski. W ramach akcji plebiscytowej organizował wyjazdy chórów prezentujących polskie ludowe pieśni m.in. do Warszawy i Łodzi, organizował koncerty artystów polskich przybywających na obszar plebiscytowy.
W styczniu 1919 r. współzałożyciel Polskiej Organizacji Wojskowej Górnego Śląska, więziony przez Niemców. . Współpracownik Polskiego Komisariatu Plebiscytowego.
W czasie powstań śląskich w swojej drogerii organizował kursy sanitarne, przechowywał broń, amunicję i tajne dokumenty. Na zapleczu podczas walk znajdował się punkt sanitarny. 
Po przegranym przez Polaków plebiscycie i pozostawieniu Bytomia w granicach Niemiec opuścił miasto w 1922 r., zamieszkał w Katowicach, gdzie zmarł. Pochowany został na cmentarzu przy ulicy Francuskiej, na pogrzeb przybyły liczne delegacje towarzystw z 50 sztandarami.
W Gliwicach, Bytomiu, Chorzowie, Zabrzu i Katowicach jego imieniem nazwano place i ulice.